# آیس‌میدن
آیس‌میدن (به انگلیسی: Icemaiden)، با نام اصلی زیگرید نانسن، یک شخصیت خیالی ابرقهرمان در کتاب‌های کامیک آمریکایی منتشر شده توسط دی‌سی کامیکس است. این شخصیت توسط نویسنده نلسون بریدوِل و طراح رامونا فرادون خلق شده‌است و برای اولین بار در شمارهٔ ۹ مجموعه تلویزیونی سوپر فرندز (۱۹۷۷) حضور پیدا کرد. او نخستین ابرقهرمانی است که از این عنوان استفاده کرده‌است، و سپس بعدها شخصیت آیس جایگزین او شد. او همچنین یکی از معدود شخصیت‌های دنیای دی‌سی با گرایش جنسی دوجنس‌گرایی به‌شمار می‌رود. آیس‌میدن یک انسان جهش‌یافته با توانایی شلیک یخ و برف از بدن خود (اغلب از دستان) است، اما قدرت‌های او طبیعی نیستند و حاصل آزمایش‌های علمی به تقلید از مردمان یخی افسانه‌های نوردیک است.